# «Розп'яття» для Вітторії Колонни
«„Розп'яття“ для Вітторії Колонни» (італ. Crocifissione per Vittoria Colonna) — це малюнок крейдою на папері (37x27 см), який приписується Мікеланджело Буонарроті. Малюнок датується приблизно 1545 роком і зберігається у Британському музеї в Лондоні.

## Історія
Мікеланджело познайомився з Вітторією Колонною близько 1538 року. Їхня жвава дружба сприяла допуску Мікеланджело до її соціальних кіл, і він познайомився з питаннями церковної реформи. Мікеланджело виконав для Колонни кілька картин у п'ятому десятилітті XVI століття. Усі вони зараз втрачені або мають суперечливу атрибуцію, але збереглося кілька ескізів і копій, зроблених учнями та шанувальниками Мікеланджело.
Окрім «П'єти», найвідомішим твором для Вітторії Колонни є «Розп'яття», цінний малюнок якого зберігся в Лондоні, але він не є загальноприйнятим як авторський, а також ескіз із зображенням скорбників у Луврі (олівець, 23x11 см). Картина за малюнком мала б бути виконана, і бути мініатюрною. Її можна прослідкувати у списку картин Боттарі в галереї Медічі в 1759—1760 роках, хоча, можливо, що це була копія так само втраченої роботи Алессандро Аллорі.
Зберігаються копії в Уффіці (у музеї Каза Буонарроті), у галереях Доріа-Памфілі (автор Марчелло Венусті) і Боргезе в Римі, в Неаполі та в Сокафедральному соборі в Логроньо в Іспанії (з певним пентіменто), у музеї дель Колле дель Дуомо у Вітербо. У порівнянні з лондонським малюнком, копії також зображують двох скорбників (Марію та святого Івана) і, у випадку з Вітербо (італ. Crocifissione di Viterbo) — також двох розбійників.
Розп'яття у Вітербо стало предметом подальших досліджень, які дозволили висвітлити важливі стосунки через лист Вітторії Колонни (яка проживала у Вітербо кілька років) до Мікеланджело.

## Опис і стиль
Тема «Розп'яття» вирішена тут у дуже емоційній композиції, коли Христос наче постає з хреста обертальним рухом угору, отриманим через частковий поворот тулуба та стегон. Його молода і чуттєва постать, можливо, натякала на католицькі реформаторські теорії, які вбачали в жертві крові Христа єдиний шлях індивідуального спасіння.
По боках Христа є два скорботних ангела.
У «Життєписах» Вазарі малюнок згадано так: «Для неї[Вітторії Колонни] Мікеланджело намалював Оплакування Христа: тіло мертвого Христа на руках у Богородиці з двома ангелочками, річ предивна, і розп'ятого Христа, твір божественний».

## Інші копії

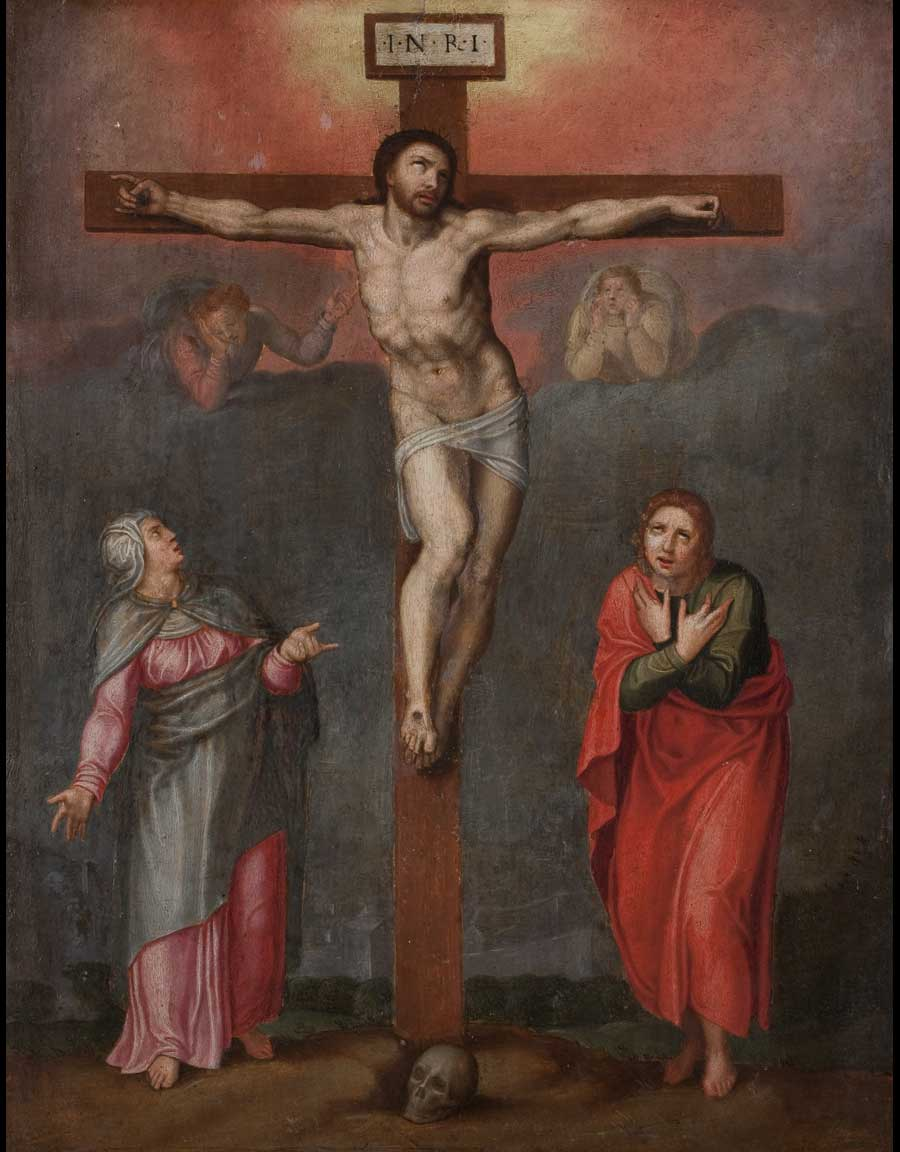
Копія Марчелло Венусті
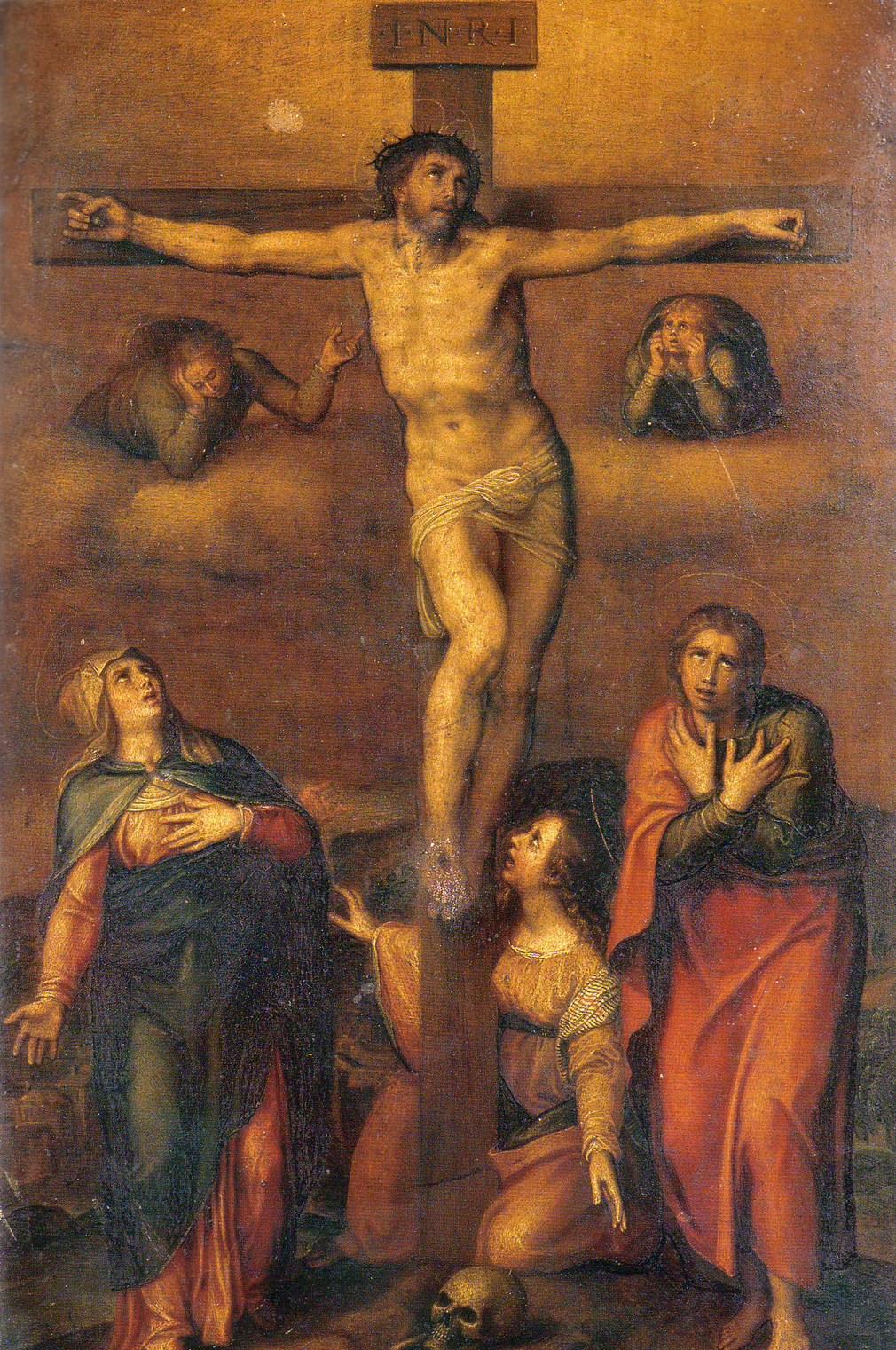
Копія Логроньо

## Виноски
1. ↑  de Tolnay, Charles (1953). Michelangelo's Pieta Composition for Vittoria Colonna. Record of the Art Museum, Princeton University. Т. 12, № 2. с. 44—62. doi:10.2307/3774312. ISSN 0032-843X. Процитовано 1 вересня 2022.
2. ↑  Aliperti, Di Francesco (9 січня 2015). Crocifissione di Viterbo. Archeoares (it-IT) . Процитовано 1 вересня 2022.
3. ↑  La Crocifissione di Viterbo. Esiti delle indagini. – Archeoares.
4. ↑  Вазарі, 1970, с. 408.